# Nattavaara by
Nattavaara by (lulesamiska: Nahtavárre) är en småort i Gällivare distrikt (Gällivare socken) i Gällivare kommun.
Orten Nattavaara är egentligen två orter i Råne älvdals norra del. Ursprungligen var Nattavaara by lappskattelandet Nattejaure varifrån orten fått sitt ursprungliga namn. Förste nybyggaren, Michel Ryss, gjorde en s.k. inrymning i lappskattelandet omkring år 1670. I gamla dokument omnämns orten som Nattewahr. Namnets betydelse är inte säkerställd men torde ha sitt ursprung i det samiska ordet "nahta" som betyder skaft. Det samiska ordet "vare" och det finska "vaara" betyder berg. Nattavaara är alltså "Skaftberget".
När bygget av Malmbanan nådde Nattavaara år 1887 etablerades Nattavaara stationssamhälle på tallheden väster om Råneälven, cirka 5 km från den ursprungliga byn på berget. Tvillingorterna kom att kallas Nattavaara byn och Nattavaara station eller kort Byn och Station.
Nybyggaren Michel Ryss lär ha kommit från Karelen vilket kan förklara att det funnits en lada i byn benämnd "Karjalan lato", Karelarens lada och en åker kallad "Karjalan pelto", Karelarens åker. Karjel betyder Ryssland eller ryss på samiska. 
Språkforskare har även funnit spår från Karelen i den finska som talades i byn. 

## Befolkningsutveckling
| Befolkningsutvecklingen i Nattavaara by 1960–2015 | Befolkningsutvecklingen i Nattavaara by 1960–2015 | Befolkningsutvecklingen i Nattavaara by 1960–2015 | Befolkningsutvecklingen i Nattavaara by 1960–2015 | Befolkningsutvecklingen i Nattavaara by 1960–2015 |
| ------------------------------------------------- | ------------------------------------------------- | ------------------------------------------------- | ------------------------------------------------- | ------------------------------------------------- |
|                                                   |                                                   |                                                   |                                                   |                                                   |
| År                                                |                                                   |                                                   | Folkmängd                                         | Areal (ha)                                        |
| 1960                                              | 1960                                              |                                                   | 247                                               | 101                                               |
| 1965                                              | 1965                                              |                                                   | 226                                               | 101                                               |
| 1970                                              | 1970                                              |                                                   | 213                                               |                                                   |
| 1980                                              | 1980                                              |                                                   | 212                                               | 130                                               |
| 1990                                              | 1990                                              |                                                   | 149                                               | 89#                                               |
| 1995                                              | 1995                                              |                                                   | 139                                               | 134#                                              |
| 2000                                              | 2000                                              |                                                   | 133                                               | 133#                                              |
| 2005                                              | 2005                                              |                                                   | 115                                               | 133#                                              |
| 2010                                              | 2010                                              |                                                   | 113                                               | 133#                                              |
| 2015                                              | 2015                                              |                                                   | 77                                                | 65#                                               |
| Anm.: Upphörde som tätort 1990. # Som småort.     |                                                   |                                                   |                                                   |                                                   |